# Roger Phegley
Roger Dale Phegley (East Peoria, 16 ottobre 1956) è un ex cestista statunitense, professionista nella NBA e in Francia.

## Carriera
Venne selezionato dai Washington Bullets al primo giro del Draft NBA 1978 (14ª scelta assoluta).